# Aulus Corneli Cos (tribú)
Aulus Corneli Cos (en llatí: Aulus Cornelius Cossus) va ser un magistrat romà. Formava part de la família Cos, una branca patrícia de la gens Cornèlia.
Va ser tribú militar amb potestat consolar l'any 369 aC i després altre cop el 367 aC any en què es van aprovar les lleis licínies, que van establir l'abolició dels tribuns amb potestat consular.